# Swords and Serpents (jeu vidéo, 1982)
Pour les articles homonymes, voir Swords and Serpents.
Swords & Serpents est un jeu vidéo développé et publié par Imagic, sorti sur Intellivision en 1982,. Il n'a aucun rapport avec le jeu homonyme, sorti quelques années plus tard sur NES.

## Système de jeu
Le gameplay de Swords & Serpents peut être comparé à celui de la série Gauntlet. Le joueur dirige un guerrier à travers les quatre niveaux d'un labyrinthe, à la recherche de clés et de trésors. Il possède une épée pour se défendre des sorciers et chevaliers maléfiques. Un mode 2 joueurs en coopération permet de recevoir l'aide d'un magicien lançant des sorts de boules de feu, de soin et d'invincibilité.

## Développement
Le jeu est écrit par Brian Dougherty, qui a quitté Mattel Electronics pour fonder Imagic.